# Chris Christoffels & José Roland
 (août 2024).
La mise en forme du texte ne suit pas les recommandations de Wikipédia : il faut le « wikifier ».
Les points d'amélioration suivants sont les cas les plus fréquents :
- Les titres sont pré-formatés par le logiciel. Ils ne sont ni en capitales, ni en gras.
- Le texte ne doit pas être écrit en capitales (les noms de famille non plus), ni en gras, ni en italique, ni en « petit »…
- Le gras n'est utilisé que pour surligner le titre de l'article dans l'introduction, une seule fois.
- L'italique est rarement utilisé : mots en langue étrangère, titres d'œuvres, noms de bateaux, etc.
- Les citations ne sont pas en italique mais en corps de texte normal. Elles sont entourées par des guillemets français : « et ».
- Les listes à puces sont à éviter, des paragraphes rédigés étant largement préférés. Les tableaux sont à réserver à la présentation de données structurées (résultats, etc.).
- Les appels de note de bas de page (petits chiffres en exposant, introduits par l'outil «  Source ») sont à placer entre la fin de phrase et le point final[comme ça].
- Les liens internes (vers d'autres articles de Wikipédia) sont à choisir avec parcimonie. Créez des liens vers des articles approfondissant le sujet. Les termes génériques sans rapport avec le sujet sont à éviter, ainsi que les répétitions de liens vers un même terme.
- Les liens externes sont à placer uniquement dans une section « Liens externes », à la fin de l'article. Ces liens sont à choisir avec parcimonie suivant les règles définies. Si un lien sert de source à l'article, son insertion dans le texte est à faire par les notes de bas de page.
- La présentation des références doit suivre les conventions bibliographiques. Il est recommandé d'utiliser les modèles {{Ouvrage}}, {{Chapitre}}, {{Article}}, {{Lien web}} et/ou {{Bibliographie}}. Le mode d'édition visuel peut mettre en forme automatiquement les références.
- Insérer une infobox (cadre d'informations à droite) n'est pas obligatoire pour parachever la mise en page.

Pour une aide détaillée, merci de consulter Aide:Wikification.
Si vous pensez que ces points ont été résolus, vous pouvez retirer ce bandeau et améliorer la mise en forme d'un autre article.
Chris Christoffels & José Roland est un duo d’artistes  pluridisciplinaires belges.
Chris Christoffels (né à Hasselt le 16 juin 1950) est un compositeur contemporainformé en musique classique. José Roland  (né à Naast le 30 décembre 1945) est un artiste plasticien. Leurs créations intègrent texte, dessin, musique, art vidéo, installation, spectacle, danse. Du concept à la performance, leurs événements sont gérés au départ de Bruxelles où ils vivent.

## Biographie
Chris Christoffels et José Roland se rencontrent en 1972.
Limbourgeoise (Eigenbilzen), la famille Christoffels évolue dans le domaine artistique. Harry (1909-1988), le père, citoyen d’honneur de Bilzen, assisté par Geneviève Jeurissen (1917-2014), son épouse, fait montre de nombreux talents: peinture, sculpture, écriture, théâtre. Dès sa fondation, le musée de Bokrijk le nomme directeur des archives du patrimoine de la région. Il y dessine les pièces historiques. Gerty Christoffels (1958-2020), Bekende Vlaming, la sœur cadette de Chris, est la présentatrice vedette de plusieurs programmes télévisés (BRT-VRT, VTM).
Musique et chant passionnent Chris Christoffels dès l’enfance: cours privés de solfège et piano, conservatoire d’ Hasselt, soliste du chœur des petits chanteurs du Sint-Jozefscollege (prestations à Salzbourg et Vienne). Adolescent il monte Cecini, groupe rock entendu à Jazz Bilzen.
Diplômé en droit international (KUL), Chris Christoffels preste ses services en administration, mais opte rapidement pour le monde des arts: freelance radio BRT (musique de film), service de presse (cinéma, théâtre, galerie d’art), avant d’être appelé à la direction artistique en agences de publicité. Plusieurs prix internationaux récompensent ses créations sonores (bandes sons et jingles) et l’incitent à fonder Thinkntalk, maison de production et de création sonore (architectes Robbrecht & Daem) à laquelle il intègre un studio de recherche. Il y fonde le label Talkie-O (pop rock, dont Puggy) en même temps qu’il aide les jeunes artistes (Angèle, Tam Echo Tam...).  
La famille Roland-Staquet est originaire de Naast-lez-Soignies (Hainaut). José Roland suit les humanités artistiques à Saint-Luc Mons. Études supérieures terminées à Saint-Luc Bruxelles, il œuvre dans différents domaines du monde de la création: cinéma, théâtre, cabaret, expositions, mode, musique, tout en s'initiant au service de presse et aux relations publiques (David McNeil, label Saravah, 1972. La Fête à Jules, film de Benoît Lamy, 1973. Le guide tendancieux de Picha et Bartier, 1974. Andy Warhol-Hergé, Galerie D, Bruxelles, 1977. Calligraphes japonais, work-show à Saint-Luc, Bruxelles, 1985. Congrès de l’Association internationale des critiques d’art, Bruxelles 1984, Lisbonne 1986, Madrid, 1987). Il est professeur au niveau supérieur à l’Erg, l’école de recherche graphique de Saint-Luc Bruxelles de 1975 à 2011. En 2004 il a la charge du service de presse pour le centenaire des instituts.
La première exposition personnelle de José Roland remonte à 1981 et sera suivie d’une douzaine d’autres.

## Œuvres solo
Chris Christoffels contribue à diverses publications (Revue Aménophis n°21, Daily-Bul, 1980. Jacques Meuris: Camille De Taeye au musée d’Ixelles, 1987) et compose des musiques tant pour des événements multimédia (Ufo vaart Oefaert, de Harry Christoffels, Eigenbilzen, 1981. Inauguration de Redu Village du Livre, 1984. Concert Daily-Bul au Bateau Ivre, Redu, 1985. Red & White, musique pop, Gerty Christoffels, 1987. Pair/Impair, 1999 et 3+ Variations, 2001, Balletomania, Bruxelles) que pour des campagnes publicitaires (Lion d'or au Festival de Cannes, 1987). Il crée Excellencis, l'hymne olympique belge pour les Jeux d'été d'Atlanta, 1996 (Play That Beat Publishing - Virgin Records France).
Première exposition personnelle de José Roland: Description d’un monde (Le Salon d’Art, Bruxelles, 1981). Suivent, Isolato (Le Salon d’Art, Bruxelles, 1983), Les Carnets de Dessins (ISELP, Bruxelles, 1984), Le Rêve du corps (BBL, Namur, 1984), Dans les Chambres Noires (L’Autre Musée, Bruxelles, 1984), Paraboles (Le Bateau Ivre, Redu, 1987), Clartés à Feyrère (Clarus, Bruxelles, 1989 ), Transfigurés (Galerie Tête d’Or, Bruxelles, 1992), Hommes de Feuilles (Blanc Levrié, BBL, Mons, 1994), Sainte-Victoire (Zeuxis Studio, Bruxelles, 1996, acquisition de la Communauté française de Belgique), La Chanson de Roland (Librairie Ancre Rouge, Vilvorde, 1998).
Son tableau Saint-Michel récompense le Grand Prix de l'Union de la critique de cinéma remis à Mel Brooks,  producteur d’Elephant Man de David Lynch (1982). Sa Carte Postale, Grand Verre, illustre la séquence Grand-Place de Bruxelles du film de Benoît Lamy Ceci n'est pas Bruxelles de la série télévisée Capitali Culturali d' Europa (1983). Passport Sabena lui commande la couverture et les illustrations du cahier spécial Turin (1997). Un de ses collages figure la week’s front cover du magazine The Bulletin (16 juin 2005).

## Œuvres en duo
Première œuvre du duo Chris Christoffels & José Roland, Dans les chambres noires de l’Autre Musée/Nouveau Théâtre de Belgique, exposition-concert (Bruxelles, 1984). La démarche est confirmée par Paraboles, exposition-concert-spectacle sous chapiteau au pied de la Station Spatiale Européenne et à la Galerie Le Bateau Ivre (Redu, 1987).
Un univers poétique intemporel s’épanouit grâce aux infinies ressources des arts aujourd’hui. Contemporanéité libérant les forces créatives explorées. Lumière, couleur, matière, son, rêve, fiction se conjuguent par heureux hasard (sérendipité).
- 2000	Danse d’images/Hommage à Maurice Béjart. Exposition Galeries royales Saint-Hubert et spectacle multimédia et CD (4 musiciens, 2 chanteurs, 2 danseurs), salle Fiocco de La Monnaie, Bruxelles.
- 2002	Missa Brevis. Musique sacrée en installation lumineuse (grand orgue, 9 musiciens, 4 chanteurs), cathédrale Saints-Michel-et-Gudule et Conservatoire Royal, Bruxelles - Festival Musica in Chiesa, San Salvatore in Lauro, Rome 2005[3].
- 2003	Béjart en Mouvements. Installation vidéo et exposition multimédia, La Bellone et Bozar, Bruxelles.
- 2004	Way Out Theseus. Installation vidéo, spectacle de danse (1 chanteuse, 3 danseurs), Centre Culturel d’Uccle, Bruxelles.
- 2004	Blue Shell.  Installation vidéo et concert (4 musiciens), Contemporary Music Festival Émergence, Berchem-Sainte-Agathe, Bruxelles.
- 2006	Mythologos. Installation multimédia. Librairie Galerie Chapitre XII, Bruxelles
- 2006	Vitrail/Vitrine. Installation lumineuse en espace public, Nuit Blanche, place Fontainas, Bruxelles.
- 2006	Ailés à L.A. Multimédia et vidéo, Magritte and the Contemporary Art au Lacma et tableau acquis par les Affaires étrangères belges pour la résidence du Consul à Los Angeles. Cartes postales Ailés à L.A., 1286 affranchies à Los Angeles. Envoi scellé par le Lacma des coquilles de moules néo-zélandaises servies au lenders lunch (prêt des artistes de Quatre Pipes Alphabet de Marcel Broodthaers). Radiographie de l’envoi des coquilles par le professeur Johan de Mey, UZ Brussel. Envoi resté scellé[4]. Los Angeles et Bruxelles.
- 2007	Aube. Installation et concert. (5 musiciens). Error#7, Anvers.
- 2007	Point-Zeroo. Installation interactive dans l’espace urbain, gare centrale, Festival BRXLBravo, Bruxelles[5],[6].
- 2007	Writing Dance. Installation vidéo triptyque. Project(or) Art Fair, Rotterdam, Pays-Bas.
- 2007	Corps-à-corps, Multimédia. Reportage en cahier et clip vidéo, Le Vif/L’Express.
- 2008	Lettre/Videobrief. Vidéo. A l’occasion de l’anniversaire des 15 ans de règne d'Albert II. Palais royal, Laeken, Bruxelles.
- 2009	InstruMENTAL. Installation multidisciplinaire. Sculpture du cerveau géant sur le toit du Mim. Site web éducatif. Musée des instruments de musique. Place Royale, Bruxelles.
- 2009	Cittá Pietrasanta. Concert et Installation lumineuse. Grand orchestre. Festival Pietrasanta in Concerto. Pietrasanta, Italie.
- 2009	Midnight Blue. Spectacle/performance, danse et concert. 1 chanteur. 2 danseurs. Présidence suédoise du Conseil de l' Union Européenne, Chapelle des Brigittines, Bruxelles.
- 2010	Theseus. A Timeless Myth. Opéra de chambre multimédia (1 tragédienne, 4 chanteurs, 2 danseurs). Présidence belge du Conseil de l'Union Européenne, Centre Culturel d’Uccle[7], Bruxelles.
- 2011	Breath. Concert et multimédia (CD et DVD). Piano et clarinette. Auditorium du Louvre, Paris, France.
- 2011	Homère à Saint-Omer. Concert en installation (pianiste et 2 chanteurs). Musée de l’Hôtel Sandelin, Saint-Omer, France.
- 2012	Look at the silence. Installation performance (2 acteurs sourds-muets), Plateau 96, Bruxelles.
- 2013	Exploradores. Spectacle de danse multimédia (2 danseurs), Palácio da Bolsa, Porto, Portugal.
- 2013	Masterworks. Vidéo et musique originale. BRAFA 13, Bruxelles.
- 2013	Arts et Lettres. Vidéo et musique originale. Sagaponack, The Watermill Center, Moma New York, États-Unis.
- 2015	Novos Exploradores. Danse multimédia (1 narrateur, 2 danseurs, 1 chanteur), Fondation Calouste Gulbenkian, Lisbonne. Portugal.
- 2015	Sporae. So much rooms. Installation interactive, vidéo, concert (4 cors), participations de BCCM-MUCL / Mycothèque de l'Université catholique de Louvain et du Jardin botanique, Meise, Espace européen pour la sculpture, Parc Tournay-Solvay, Boitsfort[8],[9],[10],[11].
- 2018	Locked-in syndrome. Installation du cerveau géant (InstruMENTAL) au repos, Brain’Art, Belgian Brain Council, gare des Guillemins, Liège.
- 2019	Les sept péchés capitaux. Concert de sept heures. Grand Orgue, Chapelle des Spiritains, Nuit Blanche de Paris, France[12],[13],[14].
- 2023	Peace please. Vidéo et musique originale. Kyiv Investment Forum, Hôtel de ville, Bruxelles.